# ネーデルランス・カンピウーンスハップ・フートバル1888-1889
ネーデルランス・カンピウーンスハップ・フートバル1888－1889は、オランダ最上位サッカーリーグの第1シーズン目である。オランダ西部の7つのクラブチームが集まってリーグ戦を行い、ロッテルダムのRC＆FCコンコルディアが優勝、1回目のオランダサッカー王者となった。オランダサッカー協会はこのリーグの期間中に設立され、消化試合数が均一でないため今シーズンを非公式記録化したとされるが、しかし協会公式サイトではコンコルディアが王者となった事がごく普通に記述されており、「非公式」とは言われていない。

## 概要
国別では、イギリスに次いで世界で2番目に早く開催された、リーグ戦形式のサッカー大会であった。このリーグは20世紀に入ってから「エールステ・クラッセ・ヴェスト (西部1部リーグ)」と呼ばれるようになる。アムステルダム・ハールレム・ロッテルダムから2クラブずつ、デン・ハーフから1クラブが出場した。7クラブでのリーグ戦とは言うものの、各クラブの消化試合数はバラバラであり、最も消化試合数の多い2クラブのうち、RC＆FCコンコルディアが勝ち点で上回ったため優勝した。
新聞が伝えたおそらく最初の試合は。1888年10月28日の日曜日に行われたRC＆FCコンコルディア-HC＆FCエクセルシオール戦であった。ロッテルダムの新聞はオランダにおけるサッカーの始まりをよく描写しており、ロッテルダムのコンコルディアがハールレムのエクセルシオールに4－0で勝ったニュースを報じた。

好天にも恵まれて数百人の観客が集まり、彼らは喜びを大きな声援を送って表現した。エクセルシオールが実力的に劣ったチームであることはすぐ明白となり、対するホームのコンコルディアは、よきチームワーク・長短織り交ぜたボール・強烈なタックル (相手選手を背後から押す・手を使って競り合いを優位にする) などで、優位を示した。しかしエクセルシオールも、Overs, Witteveen, Burkens, Reymt, Viruly といった紳士の選手たちが信頼に値するプレーを披露していた。

よって、コンコルディアが優勝に値するチームだったかどうか、疑問が残る。コンコルディアの得点者は H. Bijlstra, L. Weinthal, W. de Crane, そして相手選手の頭に入って決まったオウンゴールである。

## 順位表
| 順 | チーム                 | 試 | 勝 | 分 | 敗 | 得 | 失 | 差  | 点 |
| -- | ---------------------- | -- | -- | -- | -- | -- | -- | --- | -- |
| 1  | RC＆FCコンコルディア   | 7  | 5  | 1  | 1  | 12 | 2  | +10 | 11 |
| 2  | コーニンクルクHFC      | 7  | 2  | 3  | 2  | 6  | 4  | +2  | 7  |
| 3  | HVV                    | 6  | 2  | 2  | 2  | 2  | 2  | 0   | 6  |
| 4  | VVAアムステルダム      | 6  | 1  | 4  | 1  | 3  | 3  | 0   | 6  |
| 5  | RAPアムステルダム      | 5  | 0  | 4  | 1  | 2  | 3  | −1  | 4  |
| 6  | RC＆FCオリンピア       | 2  | 0  | 0  | 2  | 1  | 8  | −7  | 0  |
| 7  | HC＆FCエクセルシオール | 1  | 0  | 0  | 1  | 0  | 4  | −4  | 0  |

## 対戦結果
| ホーム / アウェイ | CON | EXC | HFC | HVV | OLY | RAP | VVA |
| ----------------- | --- | --- | --- | --- | --- | --- | --- |
| RC＆FCC           |     | 4–0 | 1–0 | 1–0 | 4–0 | –   | 1–1 |
| HC＆FCE           | –   |     | –   | –   | –   | –   | –   |
| HFC               | –   | –   |     | 1–0 | 4–1 | –   | 0–0 |
| HVV               | 1–0 | –   | 0–0 |     | –   | 1–0 | –   |
| オリンピア        | –   | –   | –   | –   |     | –   | –   |
| RAP               | –   | –   | 1–1 | 0–0 | –   |     | 1–1 |
| VVA               | 0–1 | –   | 1–0 | –   | –   | 0–0 |     |